# Gadu (Gunungwungkal)
Gadu is een bestuurslaag in het regentschap Pati van de provincie Midden-Java, Indonesië. Gadu telt 1961 inwoners (volkstelling 2010).